# Josep Argelaguet i Abadal
Josep Argelaguet i Abadal (Barcelona, 1936) és un empresari i inventor català. Ha dissenyat més de 70 invents, entre els quals destaquen la Roda Flex, l'obridor d'ampolles de cava amb grapa, el clip de Diari, l'agafador de llaunes, el tac-ganxo i una maquineta per dissenyar clips.
Als dotze anys va començar a aprendre l'ofici familiar de fer molles. El 1976 es va establir a Girona, on va crear l'empresa Ressorts i Molles Barcino SA a Aiguaviava. S'hi va implicar en iniciatives socials i de representació empresarial. De 1995 a 1999 va ser president de la Federació d'Organitzacions Empresarials de Girona (FEOG). L'any 2007 rebé la Medalla President Macià, atorgada per la Generalitat de Catalunya, per tota una trajectòria laboral marcada per la voluntat d'innovar.
| «      | Calen empresaris generosos, que a més de guanyar de diners també deixin que en guanyin els altres. | » |
| — 2012 | |   |